# DK9
De DK9 (Pools: Droga krajowa nr 9) is een route op het Poolse nationale wegennet. 
De weg ligt in het zuidoosten van Polen, en loopt in noord/zuidelijke richting, van de stad Radom naar de grens met Slowakije. 

## Steden langs de DK9
- Radom
- Ostrowiec Świętokrzyski
- Tarnobrzeg
- Rzeszów